# Глостер (Охајо)
Глостер (енгл. Glouster) град је у америчкој савезној држави Охајо.

## Демографија
По попису из 2010. године број становника је 1.791, што је 181 (-9,2%) становника мање него 2000. године.
| Група             | 2000.         | 2010.         |
| Белци             | 1.877 (95,2%) | 1.712 (95,6%) |
| Афроамериканци    | 27 (1,4%)     | 25 (1,4%)     |
| Азијати           | 1 (0,1%)      | 3 (0,2%)      |
| Хиспаноамериканци | 21 (1,1%)     | 14 (0,8%)     |
| Укупно            | 1.972         | 1.791         |